# Zé Elias
José Elias Moedim Júnior (25 de septiembre de 1976), más conocido como Zé Elias, es un exfutbolista brasileño que se desempeñaba como centrocampista. Cabe destacar que ha jugado en 12 clubes de 7 países distintos.

## Clubes
| Club                | País     | Año       |
| ------------------- | -------- | --------- |
| SC Corinthians      | Brasil   | 1993-1996 |
| Bayer Leverkusen    | Alemania | 1996-1997 |
| FC Internazionale   | Italia   | 1997-1999 |
| Bolonia FC          | Italia   | 1999-2000 |
| Olympiacos FC       | Grecia   | 2000-2003 |
| Genoa CFC           | Italia   | 2003-2004 |
| Santos FC           | Brasil   | 2004-2006 |
| Metalurg Donetsk    | Ucrania  | 2006      |
| Guarani FC          | Brasil   | 2006      |
| AC Omonia           | Chipre   | 2006-2007 |
| Londrina EC         | Brasil   | 2007-2008 |
| SC Rheindorf Altach | Austria  | 2008-2009 |

## Palmarés

### Torneos nacionales
| Título         | Club           | País   | Año     |
| -------------- | -------------- | ------ | ------- |
| Copa de Brasil | SC Corinthians | Brasil | 1995    |
| Super Liga     | Olympiacos FC  | Grecia | 2000/01 |
| Super Liga     | Olympiacos FC  | Grecia | 2001/02 |
| Super Liga     | Olympiacos FC  | Grecia | 2002/03 |
| Serie A        | Santos FC      | Brasil | 2003/04 |

### Torneos internacionales
| Título          | Club           | País  | Año     |
| --------------- | -------------- | ----- | ------- |
| Copa de la UEFA | Internazionale | París | 1997-98 |

- Datos: Q212491
- Multimedia: Zé Elias / Q212491